# Lappida cayennensis
Lappida cayennensis är en insektsart som beskrevs av Melichar 1912. Lappida cayennensis ingår i släktet Lappida och familjen Dictyopharidae. Inga underarter finns listade i Catalogue of Life.